# Port lotniczy Latacunga
Port lotniczy Latacunga-Cotopaxi – międzynarodowy port lotniczy położony w Latacunga w Ekwadorze.